# Кошицька Полянка
Кошицька Полянка, Кошіцка Полянка (словац. Košická Polianka) — село в окрузі Кошиці-околиця Кошицького краю Словаччини. Площа села 8,28 км². Станом на 31 грудня 2016 року в селі проживало 1006 жителів.

## Історія
Перші згадки про село датуються 1335 роком.

## Населення
| Рік:            | 1994. | 2004.   | 2014.    | 2024.   |
| --------------- | ----- | ------- | -------- | ------- |
| Кількість осіб: | 906   | 912     | 1007     | 1066    |
| Різниця:        |       | +0,66 % | +10,41 % | +5,85 % |

| Рік:            | 2023. | 2024.   |
| --------------- | ----- | ------- |
| Кількість осіб: | 1063  | 1066    |
| Різниця:        |       | +0,28 % |